# I Robinson
I Robinson (The Cosby Show) è una sitcom statunitense prodotta dal 1984 al 1992, creata da Bill Cosby.
Dopo Good Times (1974-79) è la seconda sitcom trasmessa alla televisione americana a descrivere la vita di una "ordinaria" famiglia afro-americana (padre, madre, figli di età diverse). Altre serie, come Giulia (1968-71) o Il mio amico Arnold (1978-86) avevano descritto situazioni "atipiche" e in Good Times erano ancora palpabili le tensioni sociali dell'epoca della lotta per i diritti civili. Qui l'accento è tutto sulla normalità. I Robinson sono una famiglia benestante, orgogliosa della propria identità ma perfettamente integrata.
La serie risultò essere la più seguita in America per cinque stagioni consecutive nel periodo 1985-89, inoltre lo show occupa il 28º posto nella classifica delle migliori serie TV di tutti i tempi.
La chiusura della serie, trasmessa il 30 aprile 1992, fu vista da circa 44,4 milioni di persone negli USA, diventando il settimo finale di una serie TV più visto nella storia della televisione.
Nel 1997 la rivista Guide TV classifica l'episodio "Buon Anniversario" al 54º posto nella lista dei 100 episodi più belli nella storia della TV. Nel 2009, la stessa rivista ripropone un'altra classifica, aggiornata e rivista, inserendo l'episodio "Il signor pesce" al 15º posto nella lista dei 100 episodi più belli nella storia della TV.
La sitcom ha ottenuto molti premi e svariate nomination nel corso degli anni, riuscendo a vincere 6 Emmy Awards e 3 Golden Globe due dei quali riguardanti l'attore protagonista Bill Cosby.

## Trama
La serie narra la vita della famiglia Robinson (Huxtable nell'originale), residente a New York (precisamente a Brooklyn), composta dal padre Heathcliff "Cliff" Robinson, ginecologo, dalla madre Claire, avvocato, e dai cinque figli: Sandra, Denise, Theodore "Theo", Vanessa e Rudith "Rudy". La serie verte molto sulle battute fulminanti di Bill Cosby ma in generale sui contrasti e sui problemi portati dai figli adolescenti e tocca temi delicati come le gravidanze adolescenziali e il consumo di droghe. Poi la famiglia si allarga con l'arrivo di Olivia (figlia di Martin e della sua ex moglie, poi, in seguito al matrimonio con Martin, di Denise e Martin), i gemelli Winnie e Nelson (di Sandra e Alvin) e Pamela "Pam" (cugina di Claire).

## Episodi
Complessivamente, la serie conta 201 episodi divisi in 8 stagioni. La messa in onda originale dell'episodio pilota è avvenuta il 20 settembre 1984; l'episodio conclusivo il 30 aprile 1992.
| Stagione         | Episodi | Prima TV originale | Prima TV Italia |
| ---------------- | ------- | ------------------ | --------------- |
| Prima stagione   | 24      | 1984-1985          | 1986            |
| Seconda stagione | 25      | 1985-1986          | 1987            |
| Terza stagione   | 25      | 1986-1987          | 1988            |
| Quarta stagione  | 24      | 1987-1988          | 1989            |
| Quinta stagione  | 26      | 1988-1989          | 1990            |
| Sesta stagione   | 26      | 1989-1990          | 1991            |
| Settima stagione | 26      | 1990-1991          | 1992            |
| Ottava stagione  | 25      | 1991-1992          | 1993            |

## Personaggi e interpreti
Il cognome originale della famiglia protagonista è Huxtable che, nella versione italiana, è stato cambiato in Robinson, poiché la parola Huxtable fu ritenuta foneticamente poco adatta per il mercato italiano.

### Personaggi principali
- Dr. Heathcliff[10] "Cliff" Robinson [Huxtable] (stagioni 1-8), interpretato da Bill Cosby, doppiato da Ferruccio Amendola.
È il capofamiglia e un rinomato ginecologo. Nella versione originale porta il cognome Huxtable. Ama la sua famiglia, anche se in molti episodi, specie nelle ultime stagioni, rivela scherzosamente di desiderare volentieri di abbandonare i propri figli.
Cliff si è laureato alla Hillman University, cosa che lo rende molto orgoglioso. In realtà ha deciso di frequentare quell'università per il voler seguire la sua amata, e sposa, Claire Hanks. Cliff è piuttosto scherzoso, e tende a mettere battute in tutti i dialoghi che lo coinvolgono. In realtà, egli non prende la vita alla leggera, e sa comportarsi in maniera "adulta" nelle situazioni che lo richiedono. Cliff è sposato con Claire Hanks, dalla quale ha avuto cinque figli: Sandra, Denise, Theo, Vanessa e, per finire, Rudy. Cliff, così come anche l'attore che lo interpreta, è un grande amante della musica jazz, anche se è negato per il ballo, difetto che gli viene ricordato più volte da sua moglie e dalla prole. In un episodio viene rivelato che egli nutre una grande passione per il football americano, ma si nota che è anche un tifoso di basket e di baseball. È un rinomato ginecologo e buon padre di famiglia; l'intera sitcom è basata sul suo umorismo e sulle sue battute. È stato protagonista della serie per tutta la sua durata, dal 20 settembre 1984 al 30 aprile 1992. Cliff vive in una grande casa a New York, più precisamente a Brooklyn. È nato il 24 ottobre 1937 da Anna e Russel "Slide" Robinson e nel 1965 si è sposato con Claire Olivia Hanks, un'avvocato di successo. Da lei ha avuto: Sandra (nel 1966), Denise (nel 1968), Theodore "Theo" (nel 1970), Vanessa (nel 1973) e la piccola Rudith "Rudy" (nel 1979). Inoltre, è anche nonno: sua figlia Sandra, con il marito Alvin Tibideaux, ha avuto i gemellini Winnie e Nelson (1988). La figlia Denise, invece, mentre faceva volontariato in Africa, ha incontrato il colonnello della marina Americana Martin Kendall: lui, già sposato e divorziato, ha avuto la piccola Olivia che andrà a vivere con Cliff e la moglie Claire all'età di 4 anni mentre il papà è per mare. Durante l'ultima puntata della serie, il giorno della laurea di Theo, si scopre che Denise è incinta. La famiglia si allarga ulteriormente quando arriva la cugina Pam. Pamela Tucker è figlia di una cugina di Claire e, quando la nonna si sente gravemente male, la madre deve recarsi a casa sua in California. Con lei, che è ospite dei cugini a Brooklyn, si aggiungono personaggi alla serie: l'amica Charmaine, il fidanzato "Shanghai" e l'amico Lance Rodman. Bill Cosby voleva che il programma fosse divertente e contemporaneamente educativo, e insistette anche che fosse ambientato a New York invece di Los Angeles, dove la maggior parte dei programmi televisivi erano registrati. I personaggi della famiglia si basano sulla vera famiglia di Cosby: infatti Claire, Sandra, Denise, Theo, Vanessa e Rudy sono ispirati rispettivamente alla moglie Camille e ai figli Erika, Erinn, Ensa, Ennis ed Evin Harrah. Nel primo episodio ci viene presentata la famiglia Robinson composta dal padre Cliff, la madre Claire e i figli Denise, Theo, Vanessa e Rudy. Non compare, invece, il personaggio di Sandra ed anzi, durante un dialogo, Cliff e Claire dichiarano di aver avuto solo quattro figli. Anche se la serie è divertente e spiritosa grazie all'umorismo di Cliff, tratta tematiche difficili, come la dislessia di Theo. Essa è ispirata alla dislessia di Ennis Cosby, il figlio di Bill Cosby. Però, il giovane Theo riesce a risolvere il problema laureandosi con grande orgoglio dei genitori.
- Avv. Claire Olivia Hanks in Robinson [Huxtable] (stagioni 1-8), interpretata da Phylicia Rashād, doppiata da Anna Rita Pasanisi.
È la moglie di Cliff, madre di 5 figli, con i quali riesce a mantenere una grande disciplina. È avvocato di successo. Claire ha frequentato, come il marito, la Hillman University, laureandosi in legge. Claire è spesso vittima di scherzi del marito, anche se, talvolta, la stessa donna si vendica, prendendolo in giro. Inoltre, è da ricordare che nella terza stagione della serie, Claire non compare in diversi episodi, mentre negli episodi ai quali prende parte viene mostrata alle telecamere solamente a mezzo busto, in maniera da nascondere gli effetti della gravidanza che interessava, all'epoca l'attrice Phylicia Rashad.
- Avv. Sandra[11] Robinson in Tibideaux [Sondra Huxtable] (stagioni 1-8), interpretata da Sabrina Le Beauf, doppiata da Francesca Guadagno (st. 1-2), da Micaela Esdra (st. 3-5) e, più raramente, da Emanuela Rossi (st. 6-8).
È la primogenita di Cliff e Claire. Avvocato, laureata all'Università di Princeton, si sposa con il suo fidanzato Alvin Tibideaux e ha due figli gemelli. Con Alvin ha avuto, prima del consolidamento del matrimonio, un rapporto amoroso conflittuale, visto che in diversi episodi si accenna a litigi dentro la coppia, con chiari segni di depressione per la ragazza. Durante la prima stagione è un personaggio ricorrente ma non fisso (essendo iscritta all'Università è spesso fuori casa), inoltre nella prima puntata non viene neppure citata, infatti viene dichiarato che i coniugi Robinson hanno solo quattro figli. Successivamente entra nel cast regolarmente nella seconda stagione. Sandra, seppur sposata e laureata, continua a sfruttare la disponibilità dei genitori per tutta la serie, approfittando anche del fatto che abbia 2 figli, dei quali non sa come liberarsi per una serata libera.
- Denise Robinson in Kendall [Huxtable] (stagioni 1-7), interpretata da Lisa Bonet, doppiata da Silvia Tognoloni.
È la secondogenita di Cliff e Clair. Dopo un viaggio in Africa si sposa con Martin Kendall, che porta in famiglia anche la piccola figlia Olivia e nell'ultimo episodio della serie si scopre che aspetta un bambino. Denise decise, al passaggio all'università, di scegliere la Hillman, anche se sotto l'influenza del nonno, che frequentò quello stesso college. Denise dimostra spesso di essere una ragazza "ribelle": per esempio, in uno dei primi episodi della prima stagione, la stessa Denise si presenta col viso particolarmente truccato. Denise è molto affezionata ad Olivia, ed ha conosciuto anche la madre, durante il giorno del Ringraziamento. Tra tutti i Robinson è quella che fatica maggiormente a capire cosa vorrebbe fare "da grande", tanto da passare attraverso numerosi lavori. Alla fine capisce di voler lavorare con i bambini come insegnante, occupandosi particolarmente di quelli affetti da problemi. Inizialmente pensa di poter entrare in apprendistato presso qualche centro per l'infanzia, ma una sua amica le fa capire come una solida preparazione accademica sia indispensabile. Alla fine Denise sceglie di tornare all'università, iscrivendosi alla New York University, con grandissima gioia dei genitori, nonostante viaggi spesso in compagnia del marito ufficiale della Marina.
- Theodore "Theo" Aloysius Robinson [Huxtable] (stagioni 1-8), interpretato da Malcolm-Jamal Warner, doppiato da Fabrizio Manfredi.
È il terzogenito e unico figlio maschio di Cliff e Clair. Soffre di una leggera forma di dislessia. Si può dire che la serie si incentri soprattutto nel descrivere la maturazione di Theo dal ragazzo che disprezza l'istruzione all'adulto, maturo, che non prende i fatti della vita con baldanzosità. Mentre infatti il primo episodio della serie inizia con Theo che afferma di non voler frequentare l'università, spiegando al padre come avrebbe vissuto il resto della sua vita, nell'ultimo episodio dell'ottava stagione si svolge proprio la cerimonia della laurea di Theo. Spesso però, anche nel periodo del college, Theo dimostra di non essere maturato del tutto, quando per esempio preferisce andare ad una festa di universitari con una ragazza appena conosciuta piuttosto che studiare a fondo per prepararsi più che bene ad un esame di economia aziendale.
- Vanessa Robinson [Huxtable] (stagioni 1-8), interpretata da Tempestt Bledsoe, doppiata da Rossella Acerbo.
È la quartogenita di Cliff e Clair. Il suo personaggio rispecchia i problemi dell'adolescenza: per esempio vuole truccarsi in età precoce (mentre i genitori le avevano vietato di truccarsi fino a quando non avesse raggiunto i quindici anni), desidera vedere film violenti (come Luca prende il Bazooka), si intromette in affari che non la riguardano e via dicendo. È un'eccellente studentessa, tanto da accedere al college un anno prima rispetto ai suoi coetanei. Ha frequentato la Lincoln University, in Pennsylvania, ma quando finisce la serie non ha ancora preso una laurea. Vanessa si fidanza, nel corso dell'ottava stagione, con un certo Dabins Brickey, ovvero il capo dei bidelli dell'università di Vanessa. In realtà il fidanzamento era avvenuto sei mesi prima della rivelazione ai genitori ed agli spettatori da parte di Vanessa.
- Rudith "Rudy" Lillian Robinson [Huxtable] (stagioni 1-8), interpretata da Keshia Knight Pulliam, doppiata da Federica De Bortoli (st. 1-6) e da Alessia Amendola (st. 7-8).
È l'ultima figlia di Cliff e Claire. È sempre circondata da molti amici, tra cui Kenny (soprannominato "puzzola"). Rudy è il personaggio che descrive la fase di sviluppo non solo fisico ma anche psicologico dei bambini, fino al passaggio ai ragazzini. Rudy infatti vive emozioni quali il primo innamoramento, per Stanley. Rudy si dimostra una bambina abbastanza dispettosa, ma artefice, assieme al padre Cliff, di divertenti gag. Rudy ha praticato per alcune partite il football americano, rendendo più che orgoglioso il padre, anche se poi ha abbandonato l'ambizione a diventare una giocatrice di football una volta persa una delle sue prime partite, nella quale non aveva brillato, nonostante si fosse dimostrata un'eccezionale atleta nelle gare precedenti.
- Dr. Alvin Tibideaux[12] [Elvin Tibideaux] (stagioni 2-8), interpretato da Geoffrey Owens, doppiato da Vittorio De Angelis, Sandro Acerbo e Marco Mete.
È un medico, laureato all'Università di Princeton, dove conosce Sandra Robinson che sposa e con la quale ha due figli gemelli (Nelson e Winnie). Alvin ha una concezione maschilista del mondo. Nell'episodio "Maschio è bello", della seconda stagione, fa la sua comparsa come un ragazzo desideroso di ristabilire il concetto che la donna debba essere adibita alla cura della casa e della prole, come se fosse subordinata all'uomo, come lascia, del resto, intendere il giovane Alvin. Alvin è un fan dei New York Giants, come dimostrato in più episodi della serie, e ha il permesso di chiamare Cliff e Claire papà e mamma.
- LT Martin Kendall (stagioni 6-8), interpretato da Joseph C. Phillips, doppiato da Massimo De Ambrosis.
È un tenente di vascello della United States Navy, ha una figlia, Olivia, avuta da un precedente matrimonio; in Africa incontra Denise e la sposa repentinamente, scontentando tanto sua madre che teme in un altro colpo di testa come quello del suo primo matrimonio, quanto il dottor Robinson, che desiderava poter assistere alle nozze della figlia ed accompagnarla all'altare. Nonostante ciò, nel corso della serie Martin si dimostra il compagno ideale per l'impulsiva ed estrosa Denise, controbilanciandola con una maggior pacatezza e concretezza, tanto da conquistarsi l'affetto di tutti.
- Olivia Kendall (stagioni 6-8), interpretata da Raven Symone, doppiata da Gemma Donati (st. 6-7) e da Perla Liberatori (st. 8).
È la figliastra di Denise, figlia di Martin Kendall, avuta dalla sua ex-moglie. Olivia è una bambina abbastanza scherzosa, che aspira ad essere un personaggio famoso, o comunque di grande fama a livello internazionale, ed è molto legata a tutti i Robinson, soprattutto alla sua matrigna Denise e i figli di Sandra, Winnie e Nelson.
- Pamela "Pam" Tucker (stagioni 7-8), interpretata da Erika Alexander, doppiata da Eleonora De Angelis.
È la figlia di una cugina di Claire, di estrazione sociale più bassa rispetto alla famiglia Robinson. Arriva da loro dopo che la madre, mai vista nel corso delle stagioni, è stata costretta a trasferirsi temporaneamente dalla nonna per curarla in seguito ad un infortunio. Pam frequenta una scuola pubblica e all'inizio si trova a disagio con la casa lussuosa dei Robinson, con il loro stile di vita comunitario e soprattutto le numerose regole. Lei stessa ammette che dovendo sua madre lavorare duramente non è mai stata molto presente in casa e quindi la ragazza si è abituata ad essere autonoma ed indipendente. Ben presto si affeziona ai vari membri di casa Robinson e si ritaglia un suo spazio, tanto che la poltrona nell'angolo del salotto diviene "il suo posto". La sua migliore amica è Charmaine Brown fin dai tempi dell'asilo e da allora le ragazze sono cresciute fianco a fianco. Un momento di crisi nel loro rapporto si avrà con l'avvicinarsi del diploma, quando Pam scopre di non aver studiato abbastanza per frequentare il college che desidererebbe, al contrario di Charmaine che ha ricevuto numerose offerte in virtù dei suoi ottimi voti. Tuttavia la lite si risolve in un pianto liberatorio una volta che la ragazza rivela a Pam quanto ammiri il suo talento artistico, in particolare nel campo della moda, e la invita a pazientare per trovare la sua strada. Le due giurano di mantenere i contatti anche se andranno in due diverse università. Pam è una ragazza decisa e pragmatica, ma rivela un inaspettato lato romantico. Il personaggio di Pam si rivolge alla fascia di spettatrici tra i 17 e i 19 anni, ed affronta temi spinosi come la scelta del proprio futuro e il rapporto con l'altro sesso. In particolare, riceve un utile insegnamento da Claire quando si trova pressata dal suo ragazzo, ansioso di fare l'amore con lei. Grazie alla signora Robinson, la ragazza capisce di non essere pronta a fare quel passo e non cede nemmeno davanti alle minacce di lui di tradirla o alle accuse di non amarlo abbastanza, dimostrando maturità e carattere. Viene fatto capire che alla fine i due si lasciano (probabilmente è Pam che lo fa) e poco dopo lei incontra un compagno di classe gentile e colto con cui intreccia una storia d'amore.

### Personaggi secondari
- Russell "Sly" Robinson (stagioni 1-8), interpretato da Earle Hyman, doppiato da Gianfranco Bellini (st. 1-6) e Cesare Barbetti (st. 7-8).
È il padre di Cliff, ex trombonista di successo, partecipò alla II Guerra Mondiale sbarcando in Europa. La sua infanzia è trascorsa priva di agi, tanto che spesso rinfaccia tramite aneddoti esagerati al figlio e ai nipoti di essere viziati rispetto a lui. Tra l'altro, l'esagerare durante la narrazione dei racconti è una caratteristica che Cliff ha ampiamente ereditato. Russell è un nonno affettuoso ed un padre molto sarcastico, ama profondamente sua moglie Anna e non sopporta di lasciare debiti in sospeso con qualcuno.
- Anna Robinson (stagioni 1-8), interpretata da Clarice Taylor, doppiata da Anna Miserocchi (st. 1-4) e Rita Savagnone (st. 5-8).
È la madre di Cliff, donna decisa e nonna dolcissima. Non ama un linguaggio troppo informale e pur rimproverando affettuosamente il figlio di tanto in tanto si vede che lo adora.
- Christine (stagione 1).
È stata la prima fidanzata di Theo.
- Peter Chiara (stagioni 1-6), Interpretato da Peter Costa.
È un altro amico di Rudy, molto timido, e per questo non parla quasi mai.
- Walter "Scarafaggio" Bradley (Stagioni 2-4), interpretato da Carl Anthony Payne II, doppiato da Fabio Boccanera.
È il migliore amico di Theo. Personaggio ricorrente, le cui gag risultano essere tra le più divertenti della serie, scompare sul finire della quarta stagione, quando Theo va al college: probabile che sia dovuto al fatto che i due si allontanano con la conclusione della scuola. Verrà comunque citato (assieme alla madre) nell'episodio Il tempo delle mele (settima stagione), quando Theo racconta di sua madre che era in menopausa.
- Robert Forman (stagioni 2-4), doppiato da Francesco Pezzulli (st. 2) e da Giorgio Borghetti (st. 3-4).
Era il fidanzato di Vanessa, successivamente quando si sono lasciati Robert è venuto spesso in casa Robinson per chiacchierare con Cliff credendosi un suo grande amico, ed entra anche se non desiderato. Ha tentato di fidanzarsi nuovamente con Vanessa richiedendoglielo ma invano. Robert fa spesso citazioni poetiche e si basa su fato, oroscopo, astronomia e filosofia.
- Tania Simpson (stagione 2).
È stata la seconda fidanzata di Theo.
- Lana Herman (stagioni 2-3), doppiata da Ilaria Stagni.
È stata un'altra fidanzata di Theo.
- Kim (stagioni 2-4)
È un'amica di Rudy di origine asiatica.
- Kenny (stagioni 3-8), interpretato da Deon Richmond.
È il Migliore amico di Rudy. Ha un fratello di nome Jack (che però non appare mai nella serie) il quale ha idee fermamente maschiliste che influenzano anche lo stesso Kenny.
- Geoffrey Engels (stagioni 3-6), doppiato da Cesare Barbetti (st. 3-5), Vittorio Stagni (st. 6)
È il vicino di casa dei Robinson, un amico di Cliff. Ha una figlia dell'età di Rudy.
- Justine Phillips (stagioni 4-6), interpretata da Michelle Thomas.
Era la fidanzata di Theo.
- Danny (stagioni 4-7), interpretato da Troy Winbush.
Altro amico di Theo.
- Winnie e Nelson Tibideaux (stagioni 5-8).
Sono i due figli gemelli, femmina e maschio, di Sandra ed Alvin. Sono dei piccoli combinaguai e fanno spesso impazzire nonno Cliff, ma gli vogliono comunque molto bene. Giocano spesso con la cugina acquisita Olivia.
- Kara "turbolingua" (stagioni 5-6)
È un'amica di Vanessa, Cliff le ha dato questo soprannome perché parla talmente tanto in fretta che non si riesce a capire ciò che dice.
- Howard (stagioni 5-6), interpretato da Reno Wilson, doppiato da Simone Mori.
È un altro amico di Theo.
- Charmaine Brown (stagioni 7-8), interpretata da Karen Malina White.
È la migliore amica della Cugina Pam.
- Lance Rodman (stagioni 7-8), interpretato da Allen Payne.
È il fidanzato di Charmaine è anche amico di Pam.
- Stanley (stagioni 7-8), interpretato da Merlin Santana.
Era il fidanzato di Rudy nella Ottava Stagione. Sembra che tra lui e Kenny ci sia un po' di rivalità.
- Edward (stagioni 7-8), non ha un ruolo preciso, è un amico di Theo, va in classe con Pam e frequenta un corso di approfondimento sulla ginecologia tenuto da Cliff.
- Danielle (stagioni 7-8), doppiata da Monica Vulcano
È un'amica di Rudy. Sarà la fidanzata di Kenny nell'ottava stagione.
- Dabnis Brickey (stagione 8), interpretato da William Thomas Jr., doppiato da Francesco Pannofino.
Era il fidanzato di Vanessa, capo addetto alla manutenzione nell'università frequentata dalla ragazza. Viene da una famiglia della media borghesia ed ha un fratello più grande. Dabnis lascia intendere che sia stata Vanessa a corteggiarlo, poiché lui, pur trovandola interessante, si era trattenuto per via della differenza di età (è sulla trentina, cioè circa 8 -10 anni più di Vanessa). Si fidanzano in segreto per volere di lei. Dabnis fa colpo immediatamente sul dottor Robinson grazie alle sue abilità nel riparare qualsiasi cosa, mentre subisce un duro interrogatorio da parte della nonna materna e del nonno paterno della sua fidanzata, dal quale risulta "promosso", ma che lo lascia impaurito dalla ferocia insospettabile dei due vecchietti. Dabnis ama Vanessa ed è decisamente il più maturo e diretto all'interno della coppia, tanto da trovare spiazzanti le arzigogolate metafore usate dalla ragazza per esprimersi. Capisce che la ragazza non si sente pronta per le nozze e di comune accordo decidono di lasciarsi e rimanere solo amici. Tuttavia, nell'ultima puntata della serie, Dabnis la accompagna alla cerimonia di laurea di Theo e viene apostrofato dalla ragazza come "Dolcezza", lasciando intendere che nel futuro i due si rimetteranno insieme.
- Janet Meiser (Pat), interpretata da Pam Potillo.
Era la migliore amica di Vanessa.
- Sarah Hanks, doppiata da Isabella Pasanisi.
È la sorella minore di Claire, nell'ottava stagione si scopre che ha avuto una figlia di nome Daniel.
- Morgan
Era un'amica di Vanessa; è comparsa brevemente nell'episodio Vaudeville in cui Robert crede di averla incontrata per sposarla. viene nominata in alcuni episodi seguenti.
- Derril Mashal interpretato da Joseph C. Phillips, nell'episodio Maschio è bello.
Era un amico di Sandra che l'ha portata fuori, piaceva molto a Cliff perché sapeva cucinare, studiava medicina e vorrebbe specializzarsi in radiologia, è favorevole al fatto che le donne lavorino e non ha bisogno che gli si prestino soldi. Lo stesso Phillips dalla sesta stagione, interpreterà il marito di Denise e il padre di Olivia.
- Al Hanks (3 episodi), interpretato da Joe Williams, doppiato da Sergio Fiorentini.
È il padre di Claire, compare poche volte. Ha una voce prodigiosa, che la figlia ha ereditato, tanto che spesso i due duettano assieme.
- Carrie Hanks (6 episodi), interpretata da Ethel Ayler.
È la madre di Claire, appare quasi sempre a fianco al marito.

### Apparizioni dei personaggi principali
| Attore                | Personaggio                     | Stagioni   | Stagioni   | Stagioni   | Stagioni   | Stagioni   | Stagioni   | Stagioni   | Stagioni   |
| Attore                | Personaggio                     | 1          | 2          | 3          | 4          | 5          | 6          | 7          | 8          |
| --------------------- | ------------------------------- | ---------- | ---------- | ---------- | ---------- | ---------- | ---------- | ---------- | ---------- |
| Bill Cosby            | Dr. Heathcliff "Cliff" Robinson | Principale | Principale | Principale | Principale | Principale | Principale | Principale | Principale |
| Phylicia Rashād*      | Clair Hanks Robinson            | Principale | Principale | Principale | Principale | Principale | Principale | Principale | Principale |
| Lisa Bonet            | Denise Robinson Kendall         | Principale | Principale | Principale | Ricorrente | Ricorrente | Principale | Principale |            |
| Malcolm-Jamal Warner  | Theodore "Theo" Robinson        | Principale | Principale | Principale | Principale | Principale | Principale | Principale | Principale |
| Tempestt Bledsoe      | Vanessa Robinson                | Principale | Principale | Principale | Principale | Principale | Principale | Principale | Principale |
| Keshia Knight Pulliam | Rudith "Rudy" Robinson          | Principale | Principale | Principale | Principale | Principale | Principale | Principale | Principale |
| Sabrina Le Beauf      | Sandra Robinson Tibideaux       | Ricorrente | Principale | Principale | Principale | Principale | Principale | Principale | Principale |
| Geoffrey Owens        | Alvin Tibideaux                 |            | Ricorrente | Ricorrente | Principale | Principale | Principale | Principale | Principale |
| Joseph C. Phillips**  | Lt. Martin Kendall              |            |            |            |            |            | Principale | Principale | Ricorrente |
| Raven-Symoné          | Olivia Kendall                  |            |            |            |            |            | Principale | Principale | Principale |
| Erika Alexander       | Pamela "Pam" Tucker             |            |            |            |            |            |            | Principale | Principale |

*Phylicia Rashād è accreditata come Phylisha Ayers-Allen nella prima stagione e nei primi quattordici episodi della seconda
**Joseph C. Phillips appare nell'episodio Maschio è bello della seconda stagione nel ruolo di uno dei possibili fidanzati di Sandra.

### Guest star
Negli episodi della serie appaiono in scena comparse poi diventate attori affermati o star in altri ambiti, oppure si vedono personaggi già famosi ospitati per brevi camei dove interpretano perlopiù loro stessi. Ricordiamo ad esempio Raven Symone, Alicia Keys, Bernie Mac, Max Roach, Wallace Shawn, Alexis Cruz, Adam Sandler, Robert Culp, John Ritter (nell'episodio Controllo totale della settima stagione), Elaine Stritch, Mercedes Ruehl, Stevie Wonder, Dizzy Gillespie, Chandra Wilson, Tito Puente, Lena Horne, Harold Perrineau Jr., Tisha Campbell-Martin e Tichina Arnold. Altri personaggi famosi comparsi nella serie sono: Sônia Braga nella parte della signora Anna Maria Wastlake, la professoressa di Theo, negli episodi La principessa del potere e Fiocco rosa (stagione 2), Danny Kaye (in una delle sue ultime apparizioni) nella parte del dott. Burns nell'episodio Il dentista novellista (Stagione 2), Christopher Plummer nel ruolo del Prof. Jonathan Lawrence, docente universitario di Storia del Teatro, ospite di casa Robinson nell'episodio 5 della quarta stagione dal titolo Shakespeare, Naomi Campbell nella parte di Julia negli episodi Tutti in sala party e Ragazze du du (stagione 5), Plácido Domingo nella parte di Alberto Santiago nell'episodio Come eravamo (stagione 5), Sammy Davis Jr. nella parte del sig. Ray Palamino nell'episodio Il nonno neonato (stagione 5), B. B. King nella parte di Riley Jackson nell'episodio Rapsodia in Blues (stagione 6), Anthony Quinn nella parte del sig. Fuentes nell'episodio Fuori tutti (stagione 6), Miriam Makeba nella parte di sé stessa nell'episodio Cercasi disperatamente Olivia (stagione 8).
Sono elencati in ordine di apparizione nella seguente tabella:
| Attore                  | Ruolo                        | Stagione |
| ----------------------- | ---------------------------- | -------- |
| Dizzy Gillespie         | Mr. Hampton                  | 1        |
| Blair Underwood         | un amico di Denise           | 1        |
| Iman                    | Mrs. Montgomery              | 1        |
| Terry Farrell           | Nicki Phillips               | 1        |
| Alicia Keys             | Maria                        | 1        |
| Tony Orlando            | Tony Castillo                | 1        |
| Angela Bassett          | Mrs. Mitchell                | 1        |
| Lena Horne              | Lena Horne                   | 1        |
| Robin Givens            | Susanne                      | 2        |
| Blair Underwood         | Mark                         | 2        |
| Mario van Peebles       | Garvin                       | 2        |
| Sônia Braga             | Anna Maria Westlake          | 2        |
| Danny Kaye              | Dr. Barnes                   | 2        |
| Tito Puente             | Suonatore di timba           | 2        |
| Stevie Wonder           | Stevie Wonder                | 2        |
| Sônia Braga             | Anna Maria Westlake          | 3        |
| Roscoe Lee Browne       | Dr. Foster                   | 2        |
| Valerie Brisco-Hooks    | Valerie Brisco-Hooks         | 2        |
| Sinbad                  | Davis Sarrette               | 3        |
| Gilbert Gottfried       | Mr. Babcock                  | 3        |
| Patricia Richardson     | Mrs. Schrader                | 3        |
| Rita Moreno             | Mrs. Granger                 | 3        |
| Robert Culp             | Scott Kelly                  | 3        |
| Pam Grier               | Samantha                     | 3        |
| Christopher Plummer     | Professor Jonathan Lawrence  | 4        |
| Roscoe Lee Browne       | Dr. Foster                   | 4        |
| Carmen Finestra         | Andy Witherspoon             | 4        |
| S. Epatha Merkerson     | Membri del club              | 4        |
| Angela Bassett          | Paula                        | 4        |
| Melba Moore             | Patricia Abbott              | 4        |
| Erica Gimpel            | Jennifer                     | 4        |
| John Amos               | Medico di famiglia           | 5        |
| Naomi Campbell          | Julia                        | 5        |
| Betty Carter            | Amanda Woods                 | 5        |
| Sammy Davis junior      | Ray Palamino                 | 5        |
| Dave DeBusschere        | Compagno di squadra di Cliff | 5        |
| Bill Bradley (senatore) | Compagno di squadra di Cliff | 5        |
| Nancy Lieberman         | Avversario di Cliff          | 5        |
| Teresa Edwards          | Avversario di Cliff          | 5        |
| Tichina Arnold          | Dolores                      | 5        |
| Plácido Domingo         | Alberto Santiago             | 5        |
| Anthony Quinn           | Padrone di casa              | 6        |
| Elaine Stritch          | Mrs. McGee                   | 6        |
| Victoria Rowell         | Paula Kendall                | 6        |
| Moses Gunn              | Joe Kendall                  | 6        |
| Nancy Wilson            | Lorraine Kendall             | 6        |
| Elaine Stritch          | Mrs. McGee                   | 6        |
| B. B. King              | Riley Jackson                | 6        |
| Elaine Stritch          | Mrs. McGee                   | 6        |
| Amy Yasbeck             | Alicia Evans                 | 7        |
| John Ritter             | Ray Evans                    | 7        |
| Leslie Uggams           | Kris Temple                  | 7        |
| Frank Robinson          | Frank Potter                 | 7        |
| Red Buttons             | Jake                         | 7        |
| Audrey Landers          | Cookie Bennett               | 7        |
| Miriam Makeba           | Miriam Makeba                | 8        |
| Dick Vitale             | Dan Vicente                  | 8        |
| Jim Valvano             | John Velarde                 | 8        |

## Curiosità
Whitney Houston fece un provino per il ruolo di Sandra la figlia primogenita dei Robinson ma poi preferì dedicarsi alla carriera musicale.

## Produzione

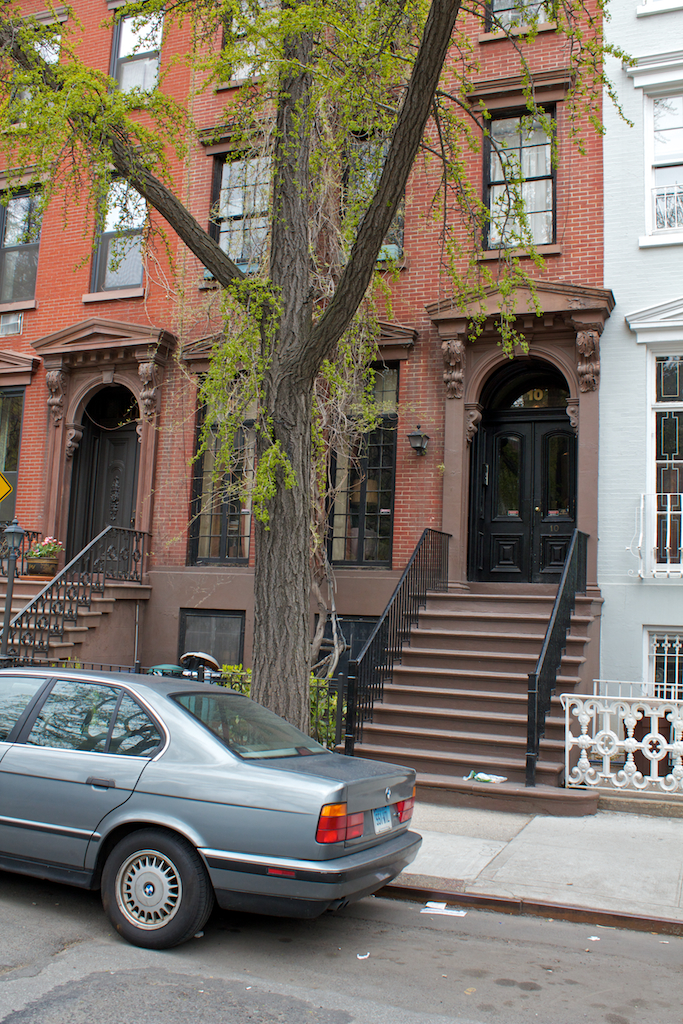
Esterno a Manhattan utilizzato come location della casa della famiglia Robinson

### Ideazione
La genesi dello show risale ai primi anni ottanta. Marcy Carsey e Tom Werner, due ex dirigenti dell'ABC, lasciarono il network per fondare la loro propria compagnia. Negli anni settanta i due avevano reso l'ABC il canale di punta della televisione statunitense, grazie al loro fiuto per sitcom di successo come Mork & Mindy e Tre cuori in affitto.
Pianificando di creare una nuova sitcom per la loro compagnia, decisero di avere bisogno di un grosso nome di richiamo per il pubblico. Bill Cosby, che durante gli anni settanta aveva partecipato a due sitcom di modesto successo (The Bill Cosby Show e The New Bill Cosby Show), prodotto album comici pluripremiati, e recitato in diversi ruoli al cinema, nei primi anni ottanta stava vivendo un momento di relativa stanchezza nella propria carriera.
Dopo essersi incontrato con Carsey e Warner, Cosby ritornò da loro con una sua propria idea per la serie televisiva: la famiglia sarebbe stata del ceto medio-basso, con una madre casalinga e il padre autista di limousine, con due figli maschi e due figlie femmine. Carsey e Werner furono convinti da Cosby poco dopo, quando fu cambiato lo status sociale della famiglia, che sarebbe diventata del ceto alto borghese, rendendo la madre un avvocato in carriera e il padre uno stimato ginecologo, con quattro figlie femmine e un figlio maschio. Quindi, con entrambi i genitori agiati liberi professionisti, cosa insolita per l'epoca in una sitcom incentrata su una famiglia afroamericana. L'intera serie si sarebbe focalizzata sulle qualità comiche di Cosby riprese nel corso della routine familiare, con uno humour molto meno sfacciato e più "perbenista" rispetto ad altre serie omologhe contemporanee.

### Realizzazione
In origine la serie era intitolata The Cosby Show data l'enorme popolarità di Bill Cosby negli Stati Uniti. In Italia il cognome originale della famiglia, "Huxtable", ritenuto poco orecchiabile per il pubblico italiano, è stato modificato in "Robinson", e di conseguenza anche il titolo della sitcom.
Bill Cosby aveva un insolito potere decisionale circa lo show: voleva che il programma fosse divertente e contemporaneamente educativo, e insistette anche che il programma fosse ambientato a New York invece di Los Angeles, dove la maggior parte dei programmi televisivi erano registrati. I primi episodi furono girati negli studi della NBC a Brooklyn (ora di proprietà della JC Studios). In seguito il network vendette l'edificio, e la produzione si spostò ai Kaufman Astoria Studios nel Queens.
I personaggi della famiglia si basano sulla vera famiglia di Cosby: infatti Claire, Sandra, Denise, Theo, Vanessa e Rudy sono ispirati rispettivamente alla moglie Camille e ai figli Erika Ranee (1965), Erinn Chalene (1966), Ensa Camille (1973-2018), Ennis William (1969-1997) ed Evin Harrah (1976). Anche le età corrispondono grosso modo ai personaggi della serie. Nell'episodio pilota ci viene presentata la famiglia Robinson composta dal padre Cliff, la madre Claire e i figli Denise, Theo, Vanessa e Rudy. Non compare, invece, il personaggio di Sandra ed anzi, durante un dialogo, Cliff e Claire dichiarano di aver avuto solo quattro figli.
A dispetto del tono comico della serie, talvolta il programma tratta tematiche serie, come i problemi del figlio Theo, dislessico (la tematica della dislessia è ispirata ai reali problemi del figlio di Cosby, Ennis), e le gravidanze indesiderate in età puberale quando una amica di Denise, interpretata da Lela Rochon, resta incinta. Nonostante il cast e i personaggi principali fossero prevalentemente di colore, le tematiche razziali vennero sfiorate molto raramente se compariamo il programma ad altre sitcom dell'epoca, come ad esempio I Jefferson. L'ultima stagione della serie andò in onda durante il periodo dei tumulti razziali di Los Angeles nel 1992, e Cosby dichiarò alla stampa la sua più completa speranza in una risoluzione pacifica dei disordini. Nell'ultimo episodio, incentrato sulla laurea di Theo, Cliff e Claire chiuderanno la serie con la frase "salutiamo i nostri amici" e si avvieranno verso l'uscita antincendio degli studi televisivi lasciando che si veda il pubblico presente in rappresentanza di tutti i telespettatori che li hanno sempre seguiti. Chiusura simile è stata adottata anche in altri telefilm. Cosby farà una chiusura del cerchio durante la festa di laurea ripensando a Theo adolescente e lo si rivedrà in uno dei primi episodi della prima serie con Vanessa e Rudy ancora bambine.

### Spin-off
Dalla sitcom è stato tratto lo spin-off Tutti al college, in cui viene seguita la vita di Denise al college. Alla fine della prima stagione, lo spin-off divenne una serie a sé stante, in quanto Denise lascia gli studi e torna nel cast della serie originale.